# 巴尔扎诺
巴尔扎诺（義大利語：Barzanò），是意大利莱科省的一个市镇。总面积3.58平方公里，人口5178人，人口密度1446.4人/平方公里（2009年）。国家统计（ISTAT）代码为097006。
巴尔扎诺与巴尔扎戈、卡萨戈布里安扎、克雷梅拉、蒙蒂切洛布里安扎、锡尔托里和维加诺接壤。

## 友好城市
- 法國 布雷讷地区梅济耶尔